# Championnat du Chili de football 1958
Navigation
Saison précédente Saison suivante
La saison 1958 du Championnat du Chili de football est la vingt-sixième édition du championnat de première division au Chili. Les quatorze meilleures équipes du pays sont regroupées au sein d'une poule unique, où elles s'affrontent deux fois, à domicile et à l'extérieur; à l'issue de la compétition, la plus mauvaise équipe au classement des trois dernières saisons est reléguée et remplacée par le champion de Segunda Division, la deuxième division chilienne.
C'est le club des Santiago Wanderers qui remporte la compétition, après avoir terminé en tête du classement final, avec un seul point d'avance sur Colo Colo et le club promu, Deportes La Serena. C'est le tout premier titre de champion du Chili de l'histoire du club.

## Les clubs participants
| - Deportes Magallanes - Colo Colo - Ferrobádminton - CF Universidad de Chile - Unión Española - Santiago Wanderers - CSD Rangers | - Club Deportivo O'Higgins - Deportes La Serena - Promu de Segunda Division - Audax Italiano - CD Universidad Católica - CD Green Cross - CD Everton de Viña del Mar - Club Deportivo Palestino |

## Compétition
Le barème utilisé pour établir le classement est le suivant :
- Victoire : 2 points
- Match nul : 1 point
- Défaite : 0 point

### Classement
| Rang | Équipe                     | Pts | J  | G  | N  | P  | Bp | Bc | Diff |
| ---- | -------------------------- | --- | -- | -- | -- | -- | -- | -- | ---- |
| 1    | Santiago Wanderers         | 34  | 26 | 13 | 8  | 5  | 41 | 31 | +10  |
| 2    | Colo Colo                  | 33  | 26 | 13 | 7  | 6  | 62 | 48 | +14  |
| 3    | Deportes La Serena P       | 33  | 26 | 14 | 5  | 7  | 54 | 45 | +9   |
| 4    | Club Deportivo Palestino   | 31  | 26 | 10 | 11 | 5  | 55 | 43 | +12  |
| 5    | CF Universidad de Chile    | 31  | 26 | 13 | 5  | 8  | 41 | 37 | +4   |
| 6    | CD Universidad Católica    | 27  | 26 | 9  | 9  | 8  | 51 | 47 | +4   |
| 7    | Ferrobádminton             | 24  | 26 | 10 | 4  | 12 | 35 | 34 | +1   |
| 8    | CD Everton de Viña del Mar | 24  | 26 | 11 | 2  | 13 | 50 | 50 | 0    |
| 9    | Club Deportivo O'Higgins   | 23  | 26 | 10 | 3  | 13 | 48 | 51 | -3   |
| 10   | Unión Española             | 22  | 26 | 8  | 6  | 12 | 42 | 52 | -10  |
| 11   | Audax Italiano T           | 22  | 26 | 8  | 6  | 12 | 42 | 57 | -15  |
| 12   | CD Green Cross             | 21  | 26 | 8  | 5  | 13 | 50 | 57 | -7   |
| 13   | CSD Rangers                | 21  | 26 | 6  | 9  | 11 | 36 | 42 | -6   |
| 14   | Deportes Magallanes        | 18  | 26 | 5  | 8  | 13 | 39 | 52 | -13  |

|  | Champion du Chili 1958                            |
|  | T : Tenant du titre P : Promu de Segunda Division |

### Classement cumulé
Les points obtenus lors des trois dernières saisons jouées (1956, 1957 et la présente saison) sont additionnées et la moyenne de points est calculée afin de déterminer l'équipe reléguée cette année. Classé dernier, Ferrobadminton est sauvé de la relégation grâce à la règle qui protège les huit équipes ayant pris part au tout premier championnat, en 1933. C'est donc le CD Green Cross qui descend en Segunda Division.
| Pos | Equipe                   | 1956 | 1957 | 1958 | Moyenne |
| --- | ------------------------ | ---- | ---- | ---- | ------- |
| 1   | Deportes La Serena       | D2   | D2   | 33   | 33,00   |
| 2   | Colo Colo                | 38   | 25   | 33   | 32,00   |
| 3   | Santiago Wanderers       | 33   | 27   | 34   | 31,33   |
| 4   | Club Deportivo Palestino | 25   | 28   | 31   | 28,00   |
| 5   | CF Universidad de Chile  | 21   | 31   | 31   | 27,67   |
| 6   | Audax Italiano           | 26   | 34   | 22   | 27,33   |
| 7   | CSD Rangers              | 31   | 26   | 21   | 26,00   |
| 7   | Unión Española           | 30   | 26   | 22   | 26,00   |
| 9   | Everton de Viña del Mar  | 27   | 26   | 24   | 25,67   |
| 10  | Deportes Magallanes      | 29   | 25   | 18   | 24,00   |
| 10  | CD Universidad Católica  | D2   | 21   | 27   | 24,00   |
| 12  | Club Deportivo O'Higgins | 26   | 21   | 23   | 23,33   |
| 13  | CD Green Cross           | 23   | 23   | 21   | 22,33   |
| 14  | Ferrobádminton           | 19   | 21   | 24   | 21,33   |

## Bilan de la saison
| Championnat du Chili de football 1958 |                                |
| Champion                              | Santiago Wanderers (1er titre) |
| Promotions et relégations             |                                |
| Promus en Primera División            | Club Deportivo San Luis        |
| Relégués en Segunda División          | CD Green Cross                 |